# Carl Jensen (bokser)
Carl Jensen (ur. 19 grudnia 1909 w Aarhus, zm. 18 marca 1991 w gminie Gentofte) – duński bokser, olimpijczyk z Los Angeles (1932).
W 1932 na igrzyskach olimpijskich został wyeliminowany w ćwierćfinale swojej kategorii przez późniejszego srebrnego medalistę Ericha Campe. Walczył również jako bokser zawodowy – jego zawodowy rekord to 12 zwycięstw, 10 porażek i 3 remisy.